# Jabal Sha'ir
Jabal Sha'ir este un munte din Guvernoratul Hama din Siria. Are o altitudine de 1.215 metri și se situează ca al doilea cel mai înalt munte din guvernoratul Hama și al 186-lea cel mai înalt din Siria.